# Paul Marcelles
Marcel Paul Roger Fournier dit Paul Marcelles, né le 16 novembre 1863 à Paris et mort le 25 mai 1947 à Saint-Jean-Cap-Ferrat, est un compositeur de chansons, de musique de théâtre et de ballet français.

## Biographie
Élève de l'École Centrale des Arts et Manufactures (Promotion 1887) et pour la musique, de André Gédalge, on lui doit de nombreuses pantomimes, des musiques de chansons ainsi que de nombreuses œuvres pour la scène.  Il se fait connaître dès 1891 avec Pierrette Doctoresse, une pantomime en 1 acte de Gaston Guérin.

## Œuvres
- 1891 : Pierrette Doctoresse, pantomime en 1 acte, de Gaston Guérin : Cercle Mathurins
- 1891 : Ludus pro patria, pantomime en 1 acte, de Henry Gerbault et Henri Arthus : Bodinière, 15 décembre
- 1891 : Veuve Prosper, successeur, opérette en 3 actes, d'Adrien Vély et Alévy : théâtre Déjazet
- 1894 : Une bonne soirée, comédie en un acte d'Adrien Vély et Alévy, musique de Paul Marcelles : théâtre de l'Ambigu
- 1898 : L'Enlèvement des Sabines, ballet-pantomime d'Adrien Vély et Charles Dutreil, musique de Paul Marcelles : Folies-Bergère, septembre 1898
- 1899 : Les Babylones, prophétie lyrique en 23 tableaux d'Adrien Vély, musique de Paul Marcelles
- 1901 : La Danse à travers les âges !, rondeau, paroles de Marcel de Germiny, musique de Marcel Fournier (Paul Marcelles)
- 1902 : Le Minotaure, opérette en 3 actes, paroles de Charles Clairville et Adrien Vély, musique de Paul Marcelles
- 1903 : Le Prince consort, comédie fantaisiste en 3 actes de Léon Xanrof et Jules Chancel, musique de Paul Marcelles
- 1904 : Deux Fables de Miguel Zamacoïs, mises en musique par Paul Marcelles
- 1904 : Voluptata, opérette en deux actes et quatre tableaux, de P.-L. Flers et Charles Clairville, musique de Paul Marcelles : Moulin-Rouge, 20 janvier
- 1907 : Au drapeau, épopée nationale en seize tableaux, paroles de Gaston Guérin, théâtre d'ombre par Amédée Vignola
- 1907 : Les Babylones, prophétie lyrique d' Adrien Vély, musique de M. Paul Marcelles
- non daté : Pour la Patrie, pièce d'ombres, musique de Paul Marcelles, paroles d'Amédée Vignola